# Kirche Elmenhorst

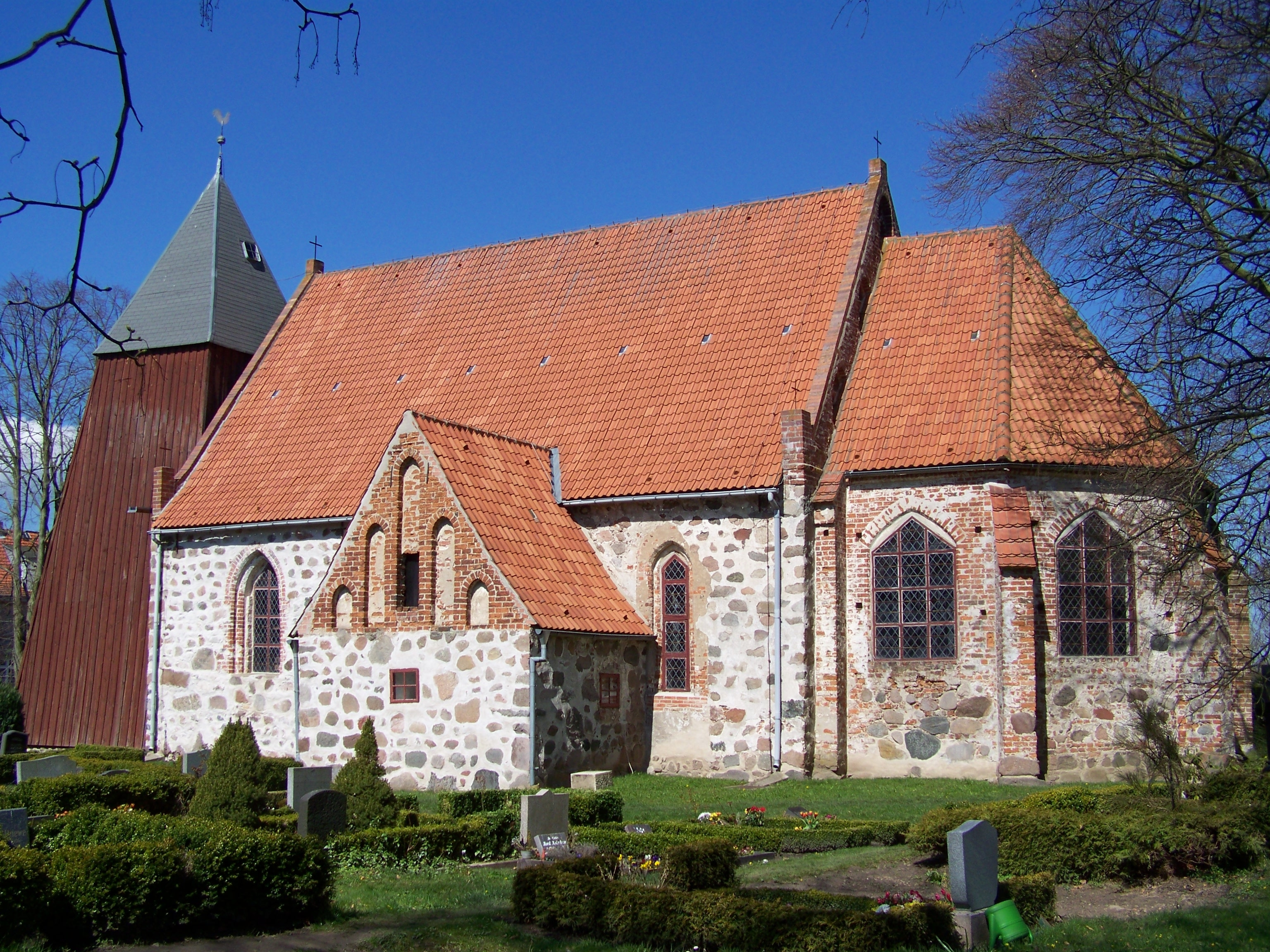
Kirche in Elmenhorst, Ansicht vom Kirchhof

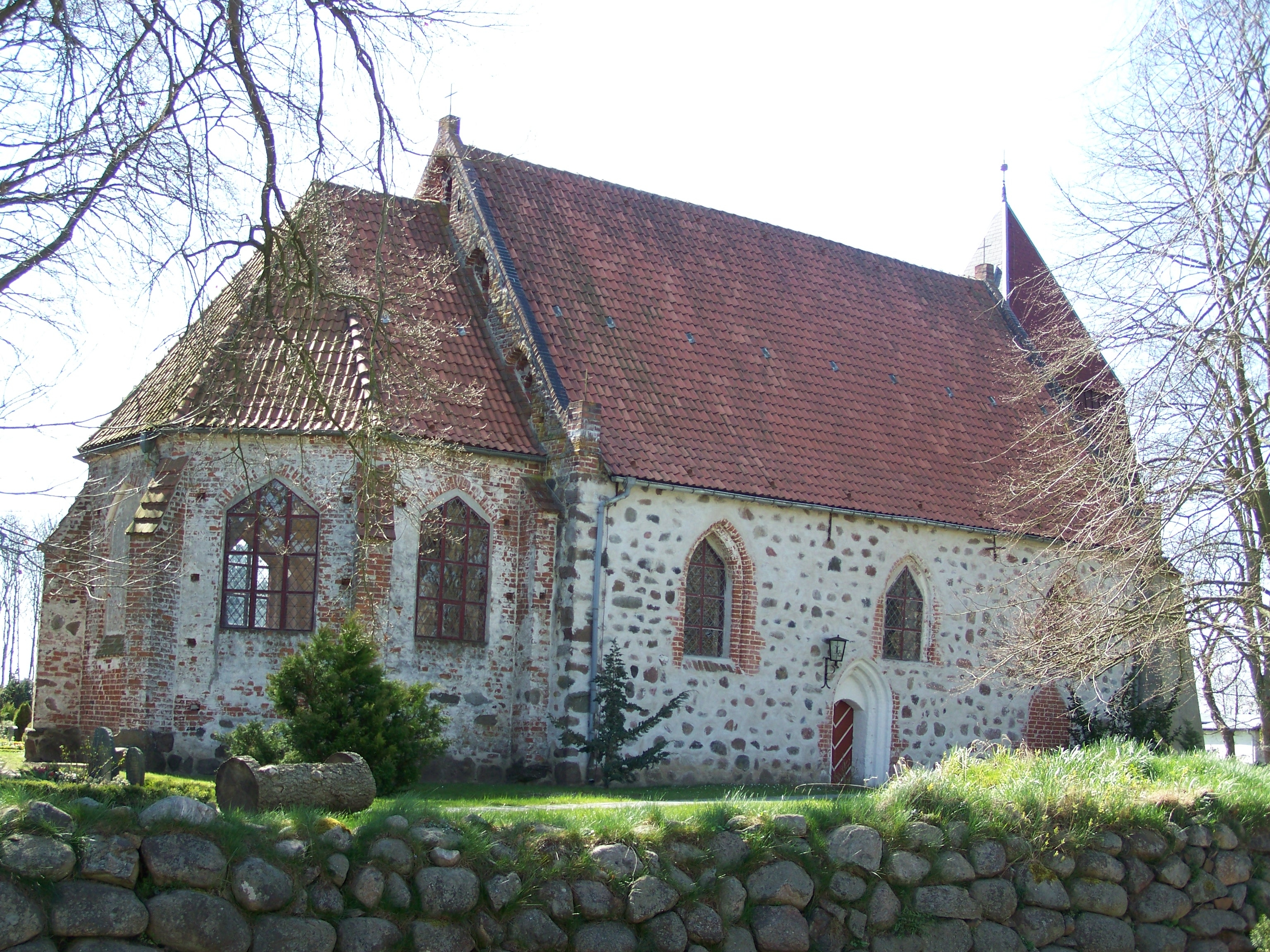
Kirche in Elmenhorst, Ansicht von der Straße

Die Kirche Elmenhorst ist ein Kirchengebäude in der vorpommerschen Gemeinde Elmenhorst. Sie stammt aus dem 13. Jahrhundert.

## Beschreibung
Der Feldsteinsaal wurde in der zweiten Hälfte des 13. Jahrhunderts errichtet. Nachträglich wurden im 15. Jahrhundert eine Sakristei im Süden und ein polygonaler Chor aus Backstein angebaut. Der hölzerne Kirchturm stammt aus dem 17. Jahrhundert.
Giebel, Fenster- und Portalgewände wurden mit Backstein gemauert, die Fenster besitzen einen Dreieckschluss.
Alle Raumteile besitzen im Inneren ein Kreuzrippengewölbe. Bei einer Restaurierung im Jahr 2003 wurde der Stand der letzten Ausmalung von 1933 wiederhergestellt. Dabei wurden einzelne Bereiche der mittelalterlichen Farbfassung mit Ranken und barocker Wandmalerei freigelegt.

## Ausstattung
Zu den Sehenswürdigkeiten gehören der Altaraufsatz von 1730 mit gewundenen Säulen, Akanthusschnitzerei und Gemälden (Abendmahl, Geburt Christi (19. Jh.) und Christus in Gethsemane), bekrönt von einer Schnitzfigur Christi. Die barocke Kanzel von 1723 zeigt Gemälde des Heilands und der Evangelisten und an der Rückwand Mose, Aaron, Josua, Simson, David und Elias.
Die Kuppa des Taufsteins wurde im 14. Jahrhundert aus gotländischem Kalkstein gefertigt; Fuß und Schaft sind neueren Datums. Zu sehen ist auch ein Epitaph des Ulrich Kisow († 1687).

### Orgel
Auf der Westempore aus der ersten Hälfte des 19. Jahrhunderts steht die Orgel; sie wurde 1870 von Friedrich Albert Mehmel (Stralsund) gefertigt. Der Prospekt ist neugotisch. Die Orgel wurde 1999 durch Rainer Wolter saniert. Das grundtönig disponierte Instrument hat 9 Register auf zwei Manualen und Pedal. Die Trakturen sind mechanisch.
| I Hauptwerk C–f3 |                               |    |
| 1.               | Principal                     | 8′ |
| 2.               | Gedackt                       | 8′ |
| 3.               | Octave                        | 4′ |
| 4.               | Progressiv harmonika I,II-III |    |

| II Hinterwerk C–f3 |                |    |
| 5.                 | Flauto amabile | 8′ |
| 6.                 | Salicional     | 8′ |
| 7.                 | Flauto dolce   | 4′ |

| Pedal C–d1 |             |     |
| 8.         | Subbass     | 16′ |
| 9.         | Gedacktbass | 8′  |

- Koppeln: Manualkoppel, Pedalkoppel, Evacuant

### Geläut
Die drei Glocken wurden 1927 aus Stahl gefertigt.

## Gemeinde
Das evangelische Pfarramt Elmenhorst gehört seit 2012 zur Propstei Stralsund im Pommerschen Evangelischen Kirchenkreis der Evangelisch-Lutherischen Kirche in Norddeutschland. Vorher gehörte sie zum Kirchenkreis Demmin der Pommerschen Evangelischen Kirche.